# JDM (azienda)
La Simpa JDM è una casa automobilistica francese che ha prodotto microcar dal 1981 al 2014 quando è stata dichiarata fallita da tribunale di Niort.

## Storia

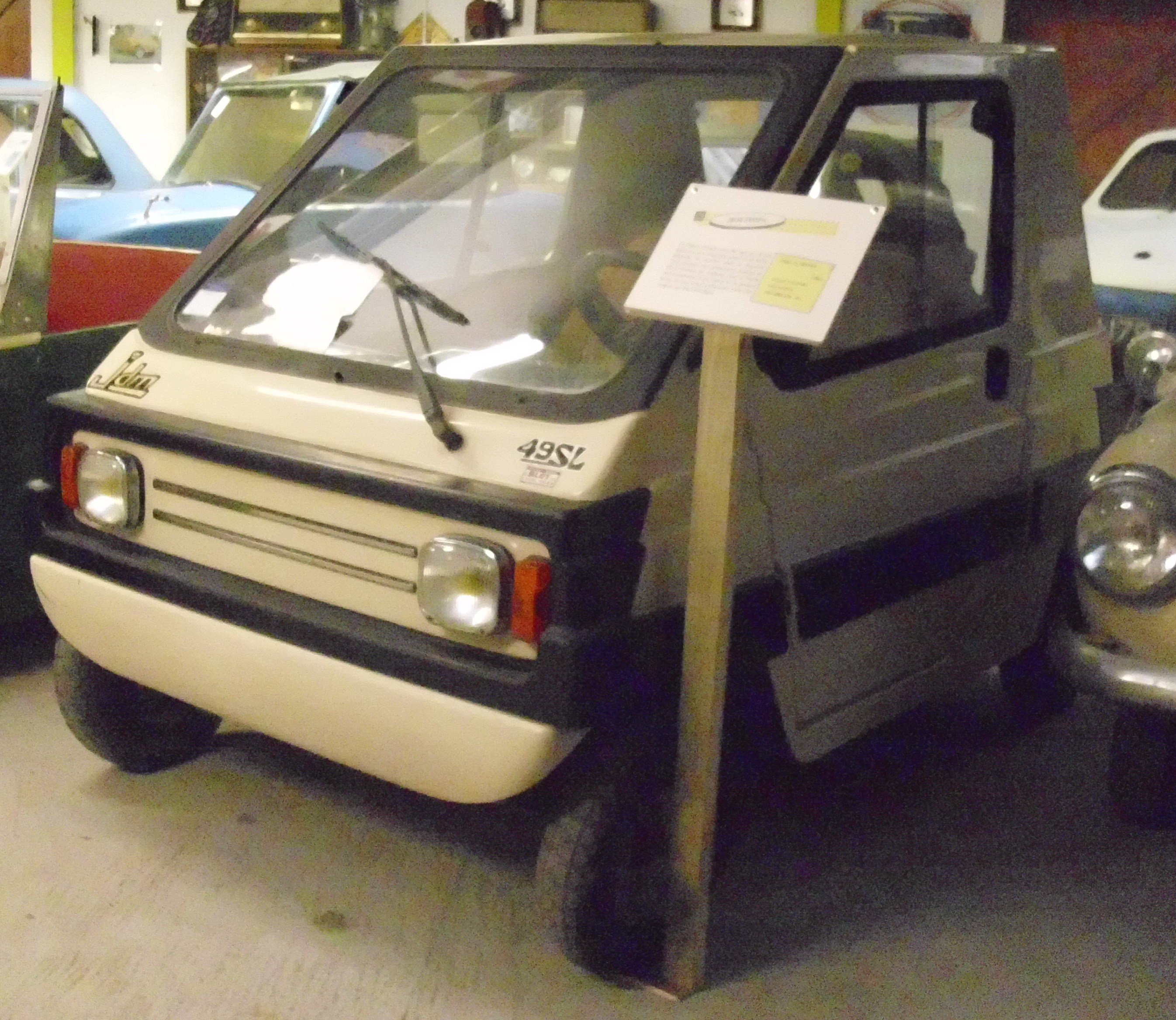
La prima JDM del 1981

La SIMPA, acronimo di Société Industrielle de Matières Plastiques Armées, nasce nel 1955 ad Avrillé, un paesino nel nord-est della Francia, come azienda per la lavorazione del poliestere, particolare plastica; nel 1975 il proprietario decide di iniziare a fabbricare mini-car marchiate JDM. Nel 1981 esce il primo modello chiamato JDM 49 SL, con motorizzazioni 49 cm³.
Negli anni successivi sono stati prodotti vari modelli, equipaggiati anche con motori diesel di produzione Lombardini e Yanmar.
Nel 2011, dopo l'acquisto da parte della holding che già possedeva la Heuliez, l'azienda è stata trasferita a Cerizay continuando l'attività sino al 2014 quando è stata dichiarata fallita.